# ロッキー・ローズ
ロッキー・ローズ(Rocki Roads、1974年12月22日 - )は、アメリカのポルノ女優、アダルトモデル。

## 経歴
デビュー前は、地元のウェンディーズで働いていたが、まもなくダンサーを経て業界入りし、1996年から1999年までの間、第一線で活躍した。